# كولن بيكر (لاعب كرة قدم ويلزي)
كولن بيكر (بالإنجليزية: Colin Baker)‏ (18 ديسمبر 1934 بكارديف في المملكة المتحدة - 11 أبريل 2021) هو لاعب كرة قدم بريطاني في مركز الوسط، شارك في كأس العالم 1958. وشارك مع منتخب ويلز لكرة القدم. أما مع النوادي، فقد لعب مع كارديف سيتي.

## مسيرته الكروية
لعب كولن ببكر خلال مسيرته الاحترافية مع نادِ واحدٍ في ثلاثة عشر موسمًا وسجل خلالها 18 هدفًا ضمن 293 مباراة. ولم يفز بأي موسم بالكأس أو بالدوري.
خاض كولن ببكر مسيرته مع نادي كارديف سيتي في موسم 1953–54 ليلعب معه ثلاثة عشر موسمًا، مشاركًا في 293 مباراة سجل خلالها 18 هدفًا.

## وصلات خارجية
- كولن بيكر على موقع الاتحاد الدولي (مؤرشف)  (الإنجليزية)
- كولن بيكر على موقع قاعدة بيانات كرة القدم.إي يو (الإنجليزية)
- كولن بيكر على موقع ناشيونال فوتبول تيمز (الإنجليزية)